# Asynetha longivalva
Asynetha longivalva är en fjärilsart som beskrevs av Jean Bourgogne 1977. Asynetha longivalva ingår i släktet Asynetha och familjen säckspinnare. Inga underarter finns listade i Catalogue of Life.